# Maciej Kraśnicki
Maciej Kraśnicki, (ur. 9 marca 1731, zm. 13 lutego 1776 w Warszawie) – pedagog polski, pijar.
Urodził się w rodzinie szlacheckiej z województwa łęczyckiego. 16 lipca 1747 w Podolińcu spiskim wstąpił do nowicjatu pijarów; doświadczenie nauczycielskie zdobywał w szkole w Rzeszowie. W latach 1750–1752 odbył studia filozoficzne w Międzyrzeczu Koreckim. Kolejne dwa lata spędził w Łowiczu, skąd został sprowadzony do warszawskiego Collegium Nobilium pijarów w Warszawie jako podprefekt przy rektorze Stanisławie Konarskim. Święcenia kapłańskie przyjął w czasie studiów z teologii spekulatywnej w Krakowie (1756-1758).
Przez kilkanaście lat pracował w różnych szkołach pijarskich na terenie kraju; był profesorem retoryki i prefektem szkoły w Łowiczu (1759), nauczycielem w Piotrkowie (1760), profesorem filozofii i prefektem w Radomiu (1761-1764), kierownikiem szkoły i kaznodzieją Collegium Regium w Warszawie. Od 1768 przez dwie kadencje pełnił funkcję rektora w Piotrkowie; sprawowanie tej funkcji przez Kraśnickiego przypadło na trudne czasy, kraj zajęty był wydarzeniami konfederacji barskiej, a sama szkoła była przez pewien czas zamknięta i zajęta przez obce wojska. Po 1773 udało się Kraśnickiemu szybko odzyskać wcześniejsze znaczenie szkoły, co potwierdziła dobra nota wystawiona w 1774 przez wizytatorów z ramienia Komisji Edukacji Narodowej Augusta Sułkowskiego i Józefa Rogalińskiego. Rok później w szkole gościł król Stanisław August Poniatowski.
Ostatnie miesiące życia Kraśnicki spędził w Warszawie, gdzie wykonywał obowiązki sekretarza i konsultora prowincjała Ludwika Górskiego. Zmarł 13 lutego 1776 na gruźlicę.